# U.S. Route 30
U.S. Route 30 (ou U.S. Highway 30) é uma autoestrada dos Estados Unidos.
Faz a ligação do Oeste para o Este. A U.S. Route 30 foi construída em 1926 e tem 3 073 milhas (4 945,5 km).

## Principais ligações
Interstate 5 em Portland

 Interstate 15 em Pocatello

 Interstate 80 em Laramie

 Interstate 25 em Cheyenne

 Interstate 35 em Ames

 Interstate 55 perto de Aurora

 Interstate 69 em Fort Wayne

 Interstate 77 em Canton

 Interstate 83 perto de York

 Interstate 95 em Philadelphia